# Verkiezingen voor het Europees Parlement 2004/Kandidatenlijst/Ecolo
Dit is de kandidatenlijst van het Belgische Ecolo voor de Europese Parlementsverkiezingen van 2004. De verkozenen staan vetgedrukt.

## Franse Gemeenschap

### Effectieven
1. Pierre Jonckheer
2. Isabelle Durant
3. José Daras
4. Nermin Kumanova
5. Jacopo Moccia
6. Béatrice Clementz
7. Josy Dubié
8. Samia Mahgoub
9. Bob Kabamba

### Opvolgers
1. Thérèse Snoy
2. Marc Hordies
3. Juliette Boulet
4. Ahmed Amani
5. Murielle Frenay
6. Marc Abramowicz

## Duitstalige Gemeenschap

### Effectieven
1. Lambert Jaegers

### Opvolgers
1. Franziska Franzen
2. Paul Bongartz
3. Hedy Dejonghe-Freches
4. Arnold Schunck
5. Ewald Kappenstein
6. Grit Böckler